# Yellowstone County
Yellowstone County is een county in de Amerikaanse staat Montana.
De county heeft een landoppervlakte van 6.825 km² en telt 129.352 inwoners (volkstelling 2000). De hoofdplaats is Billings.